# Vaasa
Vaasa (en sueco: Vasa) es una ciudad en la costa oeste de Finlandia. Recibió el título de ciudad en 1606, durante el reinado de Carlos IX de Suecia. Su nombre se debe a la Casa Real de Vasa. Es también la capital de la región de Ostrobotnia. 

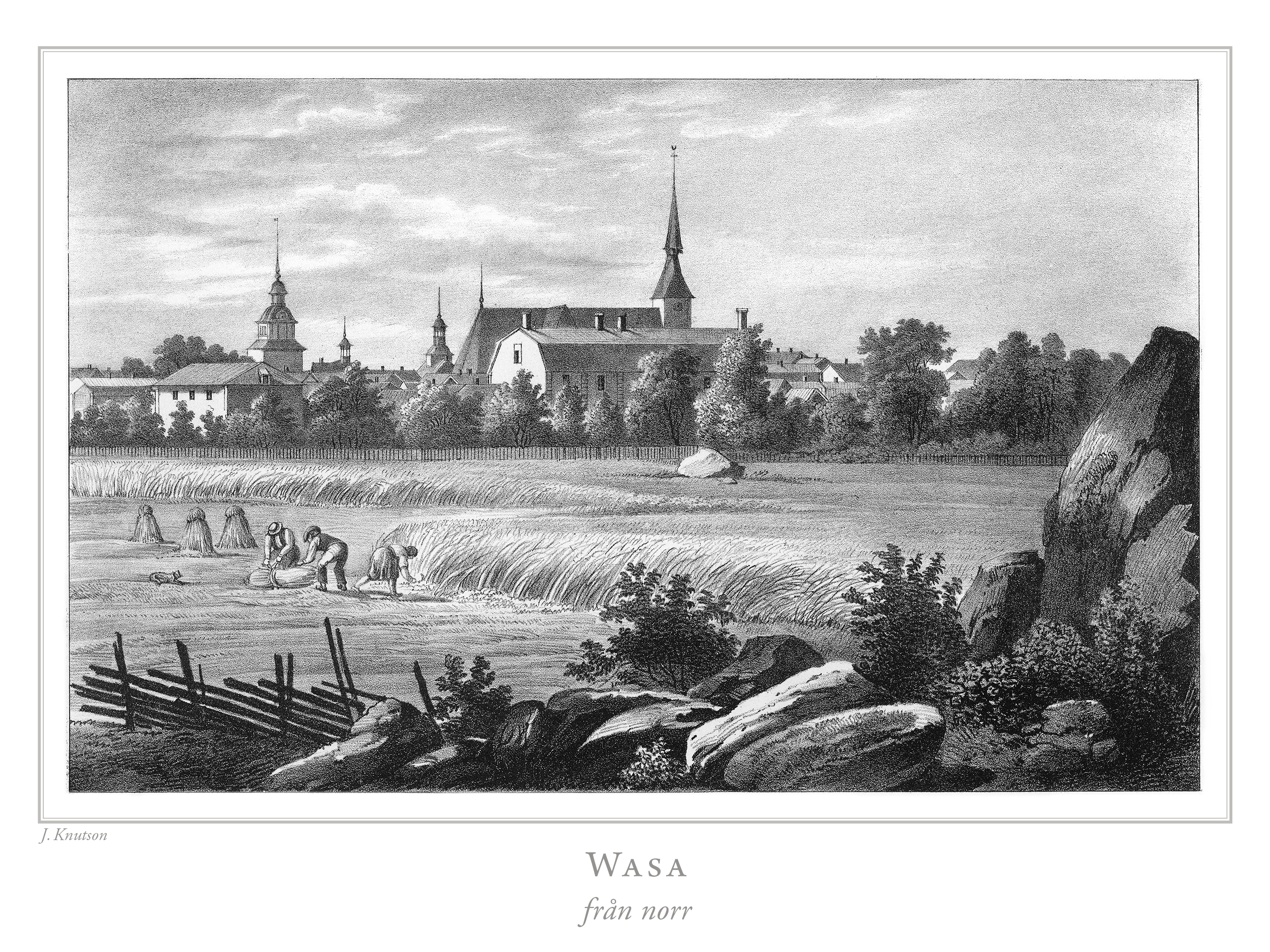
Antigua Vaasa en los 1840's por Johan Knutsson.

La ciudad es bilingüe. El 70% de la población habla finés, el 20% habla sueco, y 10% hablan otros idiomas. La ciudad es un importante centro de finlandeses suecoparlantes.

## Historia
La historia de Korsholm (Islote de la Cruz, en finés: Mustasaari) y también de Vaasa comenzó en el siglo XIV, cuando exploradores de la región desembarcaron en la actual Antigua Vaasa. A mediados de siglo se construyó la iglesia de Santa María, y en 1370 el fuerte de Korsholm, el Crysseborgh, fue tomado y sirvió como centro administrativo del condado de Vaasa. El rey Carlos IX de Suecia fundó el 2 de octubre de 1606. En 1611 fue rebautizado en honor a la Casa Real de Vasa.
Gracias a su cercanía al mar y su gran actividad comercial, Vaasa se convirtió en un importante centro industrial en el siglo XVII y la población del pueblo se incrementó.

## Deporte
- Vaasan Palloseura juega en la Segunda División de Finlandia y la Copa de Finlandia su estadio es el Estadio Hietalahti con capacidad para 6,009 espectadores.
- Vasa IFK juega en la Kakkonen y la Copa su estadio es el Estadio Hietalahti.
- Vaasan Palloseura juniorit es el equipo juvenil de Vaasa Ball Club. Juega en el Estadio Elisa y su liga es la Kakkonen
- FC Kiisto juega en la Kolmonen y la Copa de Finlandia, su estadio es el Kaarlen Kenttä con capacidad para 5,500 espectadores.

## Educación
Vaasa tiene tres universidades. La más grande es la Universidad de Vaasa, que se encuentra en el barrio de Palosaari. Palosaari es una península cerca del centro de Vaasa, conectada a ella por puentes. Las otras dos universidades son Åbo Akademi, con sede en Turku y Hanken Escuela de Economía (en sueco: Svenska handelshögskolan), con sede en Helsinki. En Vaasa está la Escuela Finlandia-Suecia de formación docente, que forma parte de la Abo Akademi. La Universidad de Helsinki tiene una pequeña unidad, especializada en estudios de Derecho, en las mismas instalaciones que la Universidad de Vaasa.
La ciudad tiene dos universidades de ciencias aplicadas: la Universidad de Ciencias Aplicadas (ex Vaasa Politécnica), situada justo al lado de la Universidad de Vaasa, y a Novia Universidad de Ciencias Aplicadas (antigua Universidad Sueca de Ciencias Aplicadas).

## Economía
Vaasa es en general una ciudad industrial, con varios polígonos industriales. La industria proporciona una cuarta parte de los empleos. Hay una universidad (Universidad de Vaasa), facultades de Abo Akademi y Hanken, y dos universidades de ciencias aplicadas en la ciudad. Muchos trabajadores se trasladan desde Korsholm (Mustasaari), Laihia, y otros municipios cercanos.
Las principales empresas e infraestructuras son:
1. Ciudad de Vaasa
2. Wärtsilä - motores diésel
3. Hospital central de Vaasa
4. ABB Strömberg - equipos de electrónica industrial y de energía y automatización
5. Instituciones del Estado
6. Convertidores de frecuencias Vacon
7. Grupo KWH - plásticos, abrasivos y servicios logísticos
8. Federación de municipios suecos en Ostrobotnia de Educación y Cultura
9. KPO, miembro del Grupo S al por menor
10. VEO - Electrificación y sistemas de automatización
11. Citec - Ingeniería y servicios de gestión de información
12. Anvia (antigua Área Teléfono)
La compañía de producción de cine Future film tiene su sede central en Vaasa. Kotipizza tiene su domicilio social en la Vaskiluodon Satamaterminaali. 

## Ciudades hermanadas
- Malmö, Suecia 1940
- Umeå, Suecia 1940
- Harstad, Noruega 1949
- Helsingor, Dinamarca 1949
- Parnu, Estonia 1956
- Schwerin, Alemania 1965
- Kiel, Alemania 1967
- Šumperk, República Checa 1984
- Morogoro, Tanzania 1988
- Bellingham, Estados Unidos 2009

## Personajes célebres
- Marika Fingerroos
- Rabbe Grönblom
- Edvin Hevonkoski
- Mikaela Ingberg
- Fritz Jakobsson
- Vesa Jokinen
- Mikael Jungner
- Heli Koivula-Kruger
- Toivo Kuula
- Nandor Mikola
- Jorma Ojaharju
- Viljo Revell
- Mathilda Wrede
- Annika Eklund
- Juha Uusitalo
- Kai Hahto Baterista
- Leif Segerstam Compositor y Director de orquesta